# Relaciones Japón-Tonga
 Las relaciones Japón–Tonga son las relaciones exteriores entre la Estado de Japón y el Reino de Tonga. Se establecieron oficialmente en julio de 1970. El gobierno japonés describe sus relaciones con Tonga como "excelentes" y declara que "la familia imperial de Japón y la familia real de Tonga han desarrollado una relación cordial y personal a lo largo de los años".
A principios de 2009, Japón se convirtió en el cuarto país en establecer una embajada en Tonga (después de Australia, Nueva Zelanda y la República Popular China). En marzo de ese año, Yasuo Takase se convirtió en el primer embajador japonés residente en Tonga. Además, de ser el primer embajador japonés en la Polinesia.  
La apertura de la embajada se produjo en un contexto de mayor ayuda japonesa al desarrollo en el Pacífico.

## Visitas de estado
En mayo de 2009, el primer ministro tongano, Feleti Sevele, fue recibido por el emperador japonés Akihito para una discusión sobre el apoyo del país nipón.  
El rey de Tonga, Taufaʻahau Tupou IV visitó Japón en siete ocasiones.

## Comercio
En 2013, las exportaciones de Tonga a Japón, que consisten en calabazas y atún, se estimaban en 146 millones de yenes. Mientras que las exportaciones de Japón al país polinesio, principalmente maquinaria, valían 460 millones de yenes. Japón es el mayor mercado de exportación de Tonga.

## Misiones diplomáticas
El actual embajador de Japón en Tonga es Tetsuya Ishii, quien presentó sus cartas credenciales al rey tongano Tupou VI el 14 de noviembre de 2017.
La actual embajadora de Tonga en Japón, es Lady Tania Tupou Fusitu’a, quien presentó sus cartas credenciales al emperador japonés Akihito el 11 de diciembre de 2012.